# Фрих-Хар, Дмитрий Исидорович
Дмитрий Исидорович Фрих-Хар (6 сентября 1936, Москва — 19 ноября 1990, Москва) — советский учёный-геолог, петролог и вулканолог, изучал лунный грунт.

## Биография
Родился 6 сентября 1936 года в Москве, в семье скульпторов И. Г. Фрих-Хара и М. П. Холодной.
В 1959 году окончил геологоразведочный факультет МГРИ.
В 1959—1962 годах работал в Камчатской геолого-геофизической обсерватории СО АН СССР (Петропавловск-Камчатский), научно-технический сотрудник, младший научный сотрудник.
В 1962—1965 годах аспирант ИГЕМ АН СССР, младший научный сотрудник (1965—1971), старший научный сотрудник (1972—1986), ведущий научный сотрудник (с 1986)
Работал в экспедициях: Камчатка, Монголия, Острова Зелёного Мыса.
В 1966 году защитил кандидатскую диссертацию по теме «Петрология алнейского вулканического комплекса Центральной и Юго-Восточной Камчатки».
В 1970-х годах изучал лунный грунт. При его активном участии была разработана классификация магматических пород Луны, проведён сравнительный анализ земных и лунных магматических пород, установлена активная роль сильновосстановительных флюидов в лунном вулканизме.
В 1988 году защитил докторскую диссертацию по теме «Петрология земных и лунных природных стекол и стекловатых пород».
Скончался 19 ноября 1990 года [где?].

## Членство в организациях
- Всесоюзное минералогическое общество.